# Bible of the Beast
Albums de Powerwolf
Lupus Dei
(2007) Blood of the Saints
(2011)
Bible of the Beast est le troisième album du groupe allemand de power metal Powerwolf, publié le 24 avril 2009 par Metal Blade Records.

## Liste des chansons
Toute la musique est composée par Powerwolf.
| No  | Titre                                        | Durée |
| --- | -------------------------------------------- | ----- |
| 1.  | Opening: Prelude to Purgatory                | 1:13  |
| 2.  | Raise Your Fist, Evangelist                  | 4:00  |
| 3.  | Moscow After Dark                            | 3:15  |
| 4.  | Panic in the Pentagram                       | 5:15  |
| 5.  | Catholic in the Morning... Satanist at Night | 3:58  |
| 6.  | Seven Deadly Saints                          | 3:36  |
| 7.  | Werewolves of Armenia                        | 3:55  |
| 8.  | We Take the Church by Storm                  | 3:55  |
| 9.  | Resurrection by Erection                     | 3:51  |
| 10. | Midnight Messiah                             | 4:13  |
| 11. | St. Satan's Day                              | 4:31  |
| 12. | Wolves Against the World                     | 6:05  |